# Peter Forsberg
Peter Mattias Forsberg (født d. 20. juli 1973 i Örnsköldsvik) er en tidligere professionel svensk ishockeyspiller der spillede for Colorado Avalanche i NHL. Forsberg er den hidtil eneste svenske spiller der har vundet Stanley Cuppen, VM i ishockey og OL-guld 2 gange. Hans far, Kent Forsberg er tidligere træner for MoDo Hockey og det svenske landshold.

## Karriere
Forsberg spillede som junior for MoDo Hockey og debuterede på seniorholdet i 1991. Philadelphia Flyers draftede Forsberg som det 6. valg i 1. runde af NHL's draft i 1991. I 1992, mens Forsberg stadig spillede i Sverige, blev hans NHL-rettigheder tradet til Quebec Nordiques. Eric Lindros, der blev taget som den første spiller i samme draft som Forsberg, nægtede at spille for Nordiques og han blev derfor tradet til Flyers. Udover Forsberg fik Quebec Ron Hextall, Steve Duchesne, Kerry Huffman, Chris Simon, Mike Ricci, to første runde draft-valg samt $15,000,000. I 1995 flyttede Nordiques til Denver, Colorado og blev til Colorado Avalanche. Mange ser dette trade som en afgørende forudsætning for de to Stanley Cup-triumfer som Avalanche vandt i 1996 og 2001.
Forsberg blev dog i Sverige og var i 1994 med til at vinde OL-guld. I finalen mod Canada scorede Forsberg et historisk mål i den afgørende straffeslagskonkurrence på Canadas målmand Corey Hirsch. Han snød Hirsch ved at skøjte til den ene side af målet mens han med én arm på staven lagde pucken i den anden side af målet, en detalje der siden er blevet tæt forbundet med Forsberg. Detaljen blev senere udødeliggjort på et frimærke i Sverige.
I sæsonen 1994-1995 kom Forsberg til NHL hvor han lavede 50 point for Nordiques i en sæson der var forkortet pga. lockout. For sin indsats vandt han det såkaldte Calder Trophy som ligaens bedste rookie. Sæsonen efter, der var klubbens første sæson i Denver, lavede han 116 point i grundspillet samt 21 point i 22 slutspilskampe og hjalp dermed Colorado Avalanche til klubbens første Stanley Cup-triumf.
I sæsonen 2000-2001 vandt klubben Stanley Cuppen for anden gang men Forsberg kunne ikke være med hele vejen da han blev tvunget til at få fjernet sin milt. Næste sæson var Forsberg ikke med i grundspillet pga operationen men vendte dog tilbage i slutspillet. Her lavede han 27 point, men det var ikke nok for Avalanche der blev slået af Detroit Red Wings.
Da NHL blev ramt af lockout i sæsonen 2004-2005 vendte Forsberg hjem til MoDo og spillede sæsonen for sin barndomsklub. Da NHL kom i gang igen den følgende sæson skrev Forsberg en to-årig kontrakt til en samlet værdi på $11,7 millioner med Philadelphia Flyers, det samme hold som draftede ham i 1991. Han blev udnævnt til kaptajn for Flyers efter at Keith Primeau havde stoppet karrieren tidligere samme dag.
Forhandlinger om en kontraktforlængelse stod på under store dele af 2006-2007-sæsonen men Forsberg ville ikke skrive under før efter sæsonen. Den 15. februar 2007 valgte Flyers – der på det tidspunkt reelt var ude af kampen om en slutspilsplads – at trade Forsberg til Nashville Predators for Ryan Parent, Scottie Upshall, et første-runde valg og et tredje-runde valg i NHL's draft i 2007. Forsberg fik imidlertid ikke den store succes i Nashville og klubben blev slået ud i første runde af slutspillet mens mange eksperter spekulerede i at Forsberg var mærket af skader.
Op til sæsonen 07-08 stod Forsberg uden kontrakt. Han blev opereret i foden og var usikker på om han kunne vende tilbage på isen. Under sæsonen gjorde han flere tilløb til comeback der hver gang blev spoleret af den skadede fod samt problemer med at finde en skøjte der kunne hjælpe med at stabilisere foden. Han blev sågar udtaget til det svenske landshold uden at have spillet en eneste kamp, men den skadede fod forhindrede ham i at spille for Tre Kronor.
Forsberg skrev kontrakt med Colorado Avalanche, klubben med hvem han havde fejret så store triumfer tidligere i sin karriere, den 25. februar 2008, den allersidste dag klubberne kunne skrive kontrakt med nye spillere. Forsberg fik en årsløn på 5 millioner $, af hvilke han vil få udbetalt ca en femtedel. Selv efter kontraktens underskrivelse herskede der en del tvivl om hvornår han ville være i stand til at gøre comeback på isen og først den 4. marts var han tilbage på isen i Colorados trøje i en kamp mod Vancouver Canucks. Forsberg blev ikke noteret for nogen point i kampen, men den fod der havde voldt ham så store kvaler holdt kampen igennem og Forsberg gjorde en hæderlig figur i en kamp som Avalanche vandt 2-1.
Han afsluttede grundspillet stærkt med i alt 14 points i 9 kampe, men var i slutspillet endnu en gang hæmmet af skader og Colorado blev slået ud af Detroit Red Wings i anden runde af Stanley Cup-slutspillet.
Forsberg er i Sverige også kendt under kælenavnet "Foppa".

## Udmærkelser
- Guldmedalje, VM i ishockey 1992 og 1998.
- Sølvmedalje VM i ishockey 1993, 2003 og 2004.
- Guldmedalje Vinter-OL 1994 og 2006.
- NHL All-Rookie hold i 1995.
- Vinder af Calder Trophy i 1995.
- Spillede i NHL's All-Star kamp i 1996, 1998, 1999, 2001 og 2003.
- Stanley Cup vinder med Colorado Avalanche i 1996 og 2001.
- Viking Award (Bedste svensker i NHL) i 1996, 1998, 1999 og 2003.
- Bronzemedalje ved World Cup of Hockey i 1996.
- På NHL's First All-Star Team i 1998 og 1999.
- Vinder af Bud Light Plus/Minus Award (delt med Milan Hejduk) i 2003.
- Vinder af Hart Trophy i 2003.
- Vinder af Art Ross Trophy i 2003.
- Vinder af Yanick Dupre Memorial i 2006.

## Rekorder
- Flest point ved et Junior-VM. (31 point i blot syv kampe ved Junior-VM i 1993.) Han er også den spiller der har lavet flest point i alt ved Junior-VM med 42 (10 mål og 32 assists).

- Forsberg er den blot tredje spiller der har vundet 2 OL-guld, 2 VM-guld samt 2 Stanley Cup-triumfer. De to første er Vyacheslav Fetisov og Igor Larionov.

## Statistik
| 1990-91   | MODO Hockey         | Elit      | 23  | 7   | 10  | 17  | 22  | --  | -- | --  | --  | --  |
| 1991-92   | MODO Hockey         | Elit      | 39  | 9   | 19  | 28  | 78  | --  | -- | --  | --  | --  |
| 1992-93   | MODO Hockey         | Elit      | 39  | 23  | 24  | 47  | 92  | 3   | 4  | 1   | 5   | 0   |
| 1993-94   | MODO Hockey         | Elit      | 39  | 18  | 26  | 44  | 82  | 11  | 9  | 7   | 16  | 14  |
| 1994-95   | MODO Hockey         | Elit      | 11  | 5   | 9   | 14  | 20  | --  | -- | --  | --  | --  |
| 1994-95   | Quebec Nordiques    | NHL       | 47  | 15  | 35  | 50  | 16  | 6   | 2  | 4   | 6   | 4   |
| 1995-96   | Colorado Avalanche  | NHL       | 82  | 30  | 86  | 116 | 47  | 22  | 10 | 11  | 21  | 18  |
| 1996-97   | Colorado Avalanche  | NHL       | 65  | 28  | 58  | 86  | 73  | 14  | 5  | 12  | 17  | 10  |
| 1997-98   | Colorado Avalanche  | NHL       | 72  | 25  | 66  | 91  | 94  | 7   | 6  | 5   | 11  | 12  |
| 1998-99   | Colorado Avalanche  | NHL       | 78  | 30  | 67  | 97  | 108 | 19  | 8  | 16  | 24  | 31  |
| 1999-00   | Colorado Avalanche  | NHL       | 49  | 14  | 37  | 51  | 52  | 16  | 7  | 8   | 15  | 12  |
| 2000-01   | Colorado Avalanche  | NHL       | 73  | 27  | 62  | 89  | 54  | 11  | 4  | 10  | 14  | 6   |
| 2001-02   | Colorado Avalanche  | NHL       | --  | --  | --  | --  | --  | 20  | 9  | 18  | 27  | 20  |
| 2002-03   | Colorado Avalanche  | NHL       | 75  | 29  | 77  | 106 | 70  | 7   | 2  | 6   | 8   | 6   |
| 2003-04   | Colorado Avalanche  | NHL       | 39  | 18  | 37  | 55  | 30  | 11  | 4  | 7   | 11  | 12  |
| 2004-05   | MODO Hockey         | Elit      | 33  | 13  | 26  | 39  | 88  | 1   | 0  | 0   | 0   | 2   |
| 2005-06   | Philadelphia Flyers | NHL       | 60  | 19  | 56  | 75  | 46  | 6   | 4  | 4   | 8   | 4   |
| 2006-07   | Philadelphia Flyers | NHL       | 33  | 13  | 26  | 39  | 88  | 1   | 0  | 0   | 0   | 2   |
| 2006-07   | Nashville Predators | NHL       | 60  | 19  | 56  | 75  | 46  | 6   | 4  | 4   | 8   | 4   |
| 2007-08   | Colorado Avalanche  | NHL       | 9   | 1   | 13  | 14  | 8   | 7   | 1  | 4   | 5   | 14  |
| 2008-09   | MODO Hockey         | Elit      | 3   | 1   | 2   | 3   | 0   | --  | -- | --  | --  | --  |
| 2009-10   | MODO Hockey         | Elit      | 23  | 11  | 19  | 30  | 66  | --  | -- | --  | --  | --  |
| 2010-11   | Colorado Avalanche  | NHL       | 2   | 0   | 0   | 0   | 4   | --  | -- | --  | --  | --  |
| NHL total | NHL total           | NHL total | 708 | 249 | 636 | 885 | 690 | 151 | 64 | 107 | 171 | 163 |